# 일본의 반한감정
일본의 반한감정이란 일본인의 한국의 문화에 대한 반대, 적대, 증오, 불신, 두려움을 포함한 일반적인 혐오 등을 말한다. 일본과 한국의 관계는 역사적으로 좋지 않았으며

## 제2차세계대전 이전
고대 중국, 일본, 한국의 역사 기록에 의하면 일본과 한국의 관계는 적어도 기원 후 4세기까지 거슬러 올라간다. 수나라 역사서인 수서에 의하면, 신라와 백제는 고훈 시대 왜와의 관계를 매우 중시했으며 일본과의 좋은 관계를 유지하기 위한 외교적 노력을 기울인 것으로 전해진다. 한국의 고대 삼국의 역사를 다룬 삼국사기 에서는 백제와 신라가 일본의 군사적 지원을 대가로 자신들의 왕자를 야마토 조정에 볼모로 보냈다고 기록되어있다. 백제의 아신왕은 397년에 태자 전지왕을, 신라의 실성마립간은 402년에 그의 셋째 아들인 미사흔을 보냈다. 또한 일본 출신으로 추정되는 호공은 신라 건국에 중요한 역할을 담당하기도 했다. 일본서기에는 신라가 3세기 경 왜에 의해 공격받은 적 있다는 기록이 있다. 이에 대해 고구려의 광개토대왕릉비에는 신라가 왜의 침략을 받았을 때 고구려의 왕이 도와 왜와 연합했던 백제를 응징했다는 내용이 새겨져있으며, 5세기 초 왜의 원정기도 기록되어있다.
1592년 도요토미 히데요시의 명령으로 일본의 무사들이 조선을 침략한 임진왜란이 발발했다. 전쟁은 1598년 일본이 조선에서 철수할 때까지 지속되었으며, 일본군은 철수하며 많은 조선의 도자기 장인을 데리고 돌아갔다. 또한 조선 시대 전반에 걸쳐 왜구의 해안가 습격이 매우 빈번했다고 기록되어있다. 이러한 크고 작은 충돌은 양측 간 부정적 인식의 기반을 형성하게 되었으며 이는 1910년 일제강점기를 거치며 더욱 강해졌다. 일본은 1945년 제2차 세계 대전이 종전될 때까지 한국을 식민지배했다.

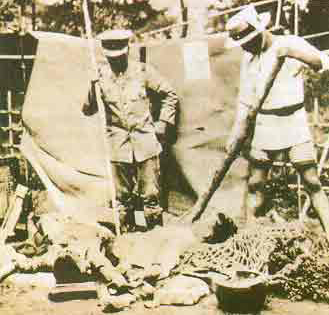
재일조선인들이 관동대지진 직후 일본 자경단의 죽창에 의해 찔리고 있다(관동대학살로 연결됨)

1923년의 관동대지진 당시 일본 내 한국인 인구 밀집 지역에도 광범위한 피해가 발생했다. 지진 직후 혼란기 무렵 일부 일본인들 사이에서는 유언비어가 퍼졌는데, 이는 한국인들이 우물에 독을 풀었다라는 낭설이었다. 결국 일본인들은 한국인들을 상대로 일련의 대량 학살을 일으켰다. 일본인들은 숨어있는 한국인을 색출하기 위한 방법으로 바 비 부 베 보 (ばびぶべぼ)를 발음하게 하여 이를 정확히 발음하지 못하는 사람을 구별해내었다. 한국인은 해당 발음을 [pa, pi, pu, pe, po]에 가깝게 발음한다. 발음 테스트를 통과하지 못한 사람은 죽임을 당했으며, 이로 인해 한국인 뿐 아니라 다수의 중국인들 또한 살해당했다. 또 다른 발음 테스트로는 "쥬고엔, 쥬고센" ["jū-go-en, go-jū-ssen" (15円 50銭, 15 yen, 50 sen)]와 "가-기-구-게-고" (がぎぐげご) 등이 있었다. 일본인들은 초성 g를 [ɡ]로, 중성 g를 [ŋ]으로 발음하는 한 편, 한국인들은 두 개의 소리를 각각 [k]와 [ɡ]로 발음한다.

## 제2차 세계 대전 이후
2014년 4월, 시코쿠 88 사원 순례 협회의 대변인이 시코쿠 사원 순례길을 따라 13곳에 걸쳐 여러 개의 혐한 스티커가 붙어있는 것을 발견했다. 2021년에는 우지시 우토로구의 한 한국인 마을에서 일본인 남성이 빈 집에 불을 질렀다. 불은 주변의 다른 집으로도 번져 피해를 입혔는데, 그는 자신의 행동이 온라인에서 촉발된 한국인에 대한 증오 때문이라고 말했다. 그는 징역 4년을 선고받았다.

### 조선민주주의인민공화국

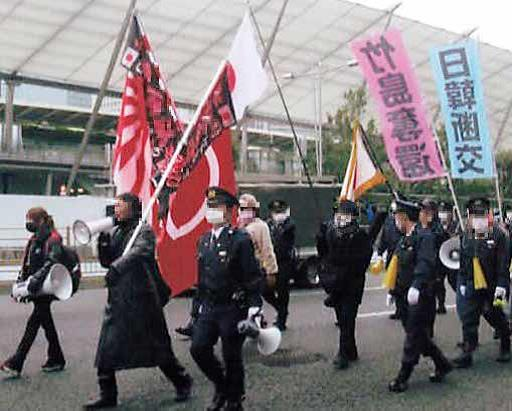
2022년 2월 대한민국을 비판하는 일본 우익단체의 시위

1993년, 1998년 그리고 2006년 미사일 실험과 2006년의 지하핵실험으로 인해 조선민주주의인민공화국의 핵과 장거리 미사일의 최대사정거리에 대한 일본 내 우려가 적지 않고, 1970년대와 1980년대에는 북한 공작원에 의해 일어난 북한의 일본인 납치에 대해서도 논란이 되었다.
더불어 재일교포들의 기관인 재일조선인총연합회(조총련)의 활동 또한 일본 국민들로부터 지속적인 논란을 불러왔다.

### 대한민국
오늘날 일본과 대한민국 사이의 반한감정은 보다 현대적인 방식으로 변화했다. 2002 FIFA 월드컵 한국/일본을 계기로 양측 국민들은 온라인 게시판을 활용하여 서로에 대한 혐오 게시물을 올렸는데, 이는 2002 FIFA 월드컵 유치 과정에 있어 양국의 경쟁관계와 공동개최 방식을 둘러싼 논란으로부터 비롯되었다.

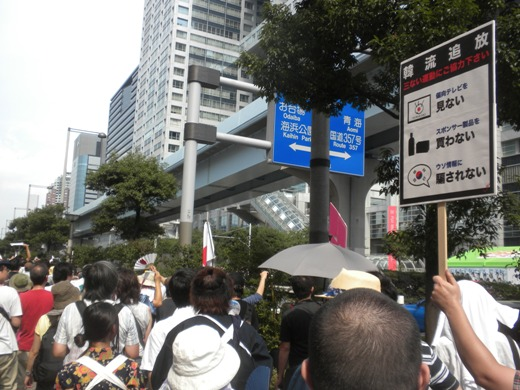
2011년 도쿄 오다이바 후지TV 반대 반한류 시위

한류, 또는 한국 대중 문화의 수출은 일본 사회의 일부 집단으로부터 부정적인 감정을 만들어내었다. 보수적인 견해를 가진 일본 국민들과 일부 우익 국수주의 단체들은 인터넷 커뮤니티 사이트인 2채널을 통해 반(反)한류 시위를 조직했다. 2011년 8월 9일, 2,000명 이상의 도쿄 오다이바에 있는 후지 TV 본사 앞에서 한국 드라마 방영에 반대하는 시위를 했다. 그에 앞서 2011년 7월, 일본의 전 배우 타카오카 소스케는 한국 드라마의 일본 내 유입에 대한 비판을 트윗했다는 이유로 그의 소속사인 스타더스트 프로모션에서 해고되었다. 2채널 사이트 내에서 한국인에 대한 인식은 일반적으로 부정적이며, 커뮤니티 이용자들은 한국인들을 위협적이고 비윤리적이며, 비이성적인 사람들로 묘사한다. 또한 이용자들은 보신탕 문화과 같은 한국인에 대한 고정관념을 자주 언급한다.
미국 평화 연구소는 일본과 한국 사이의 분쟁이 일본의 거듭된 역사적 부정주의, 양국 간의 영토 분쟁, 외교적 합의 실패 등으로 인한 혐한 제노포비아의 영향이라고 분석했다. 또한 많은 일본인들이 한국인은 열등하고 신뢰할 수 없다고 인식한다고 밝혔다.

#### 혐한서적
일본의 서점에서 혐한(嫌韓) 서적은 별도의 카테고리로 비치되어 있으며 혐한이 서적 장르의 하나로 여겨지고 있다. 반면에, 대한민국의 서점에서는 혐일(嫌日) 서적을 별도로 지정하고 분류하지는 않는다. 대한민국의 언론에서는 일본의 반한(反韓)이 한국의 반일(反日)과 절대 동일시할 수 없다고 지적한다. 대한민국에서의 "반일"이란 주로 일본의 제국주의를 배척하는 의미와 가깝고, "혐일"은 일본을 국적을 포함한 모든 맥락에서 배척하는 것을 의미한다. 하지만 일본에서는 "반한"과 "혐한"을 엄격하게 구분하지는 않는다.
일본에서는 혐한 집단(재특회 등의日 우익단체)이 존재하지만, 대한민국에는 혐일 집단이 존재하지 않기 때문에 한국 언론은 일본 국민이 '혐한'과 '반일'을 동일선상에서 비교하는 것에 대해 강하게 경계하고 있다.
야마노 샤린의만화 혐한류 에서도 이러한 문제에 대해 한국과 다른 주장을 볼 수 있다.

#### 영토 분쟁
독도(일본명: 다케시마)를 둘러싼 영토 분쟁도 분노를 부채질하고 있다.

#### 2019–2020 일본-대한민국 무역 분쟁
한일 무역 분쟁(韓日貿易紛爭)은 일본의 대한(對韓) 경제 제재로 인해 발생된 대한민국과 일본 사이의 무역 분쟁이다. 2018년 대한민국 대법원의 일제 강제징용 배상 판결과 대한민국 법원의 일본제철(옛 신일철주금) 자산 강제 환수 결정, 한일 후쿠시마 수산물 수입 분쟁 등으로 인해 양국 간의 외교적, 정치적 갈등이 심화되었고, 2019년 7월 1일 일본 경제산업성이 대한민국에 반도체와 디스플레이 장치에 사용되는 소재의 수출 제한을 발표하면서 본격적인 무역 분쟁에 돌입했다.

## 현대의 역사논쟁
대한민국 언론은 일본인들이 제2차 세계 대전 당시 일본 전범 문제에 대해 중국인 피해자들에 대해서는 사과하면서, 한국인 피해자들에 대해서는 그 역사를 축소하려는 태도를 보인다고 비난하고 있다. 이는 중국인과 일본인이 한국인에 대한 인종적 특권을 갖고 있다는 점과 중국과 대한민국의 국력 차이와 관련이 있다.

### 위안부 문제

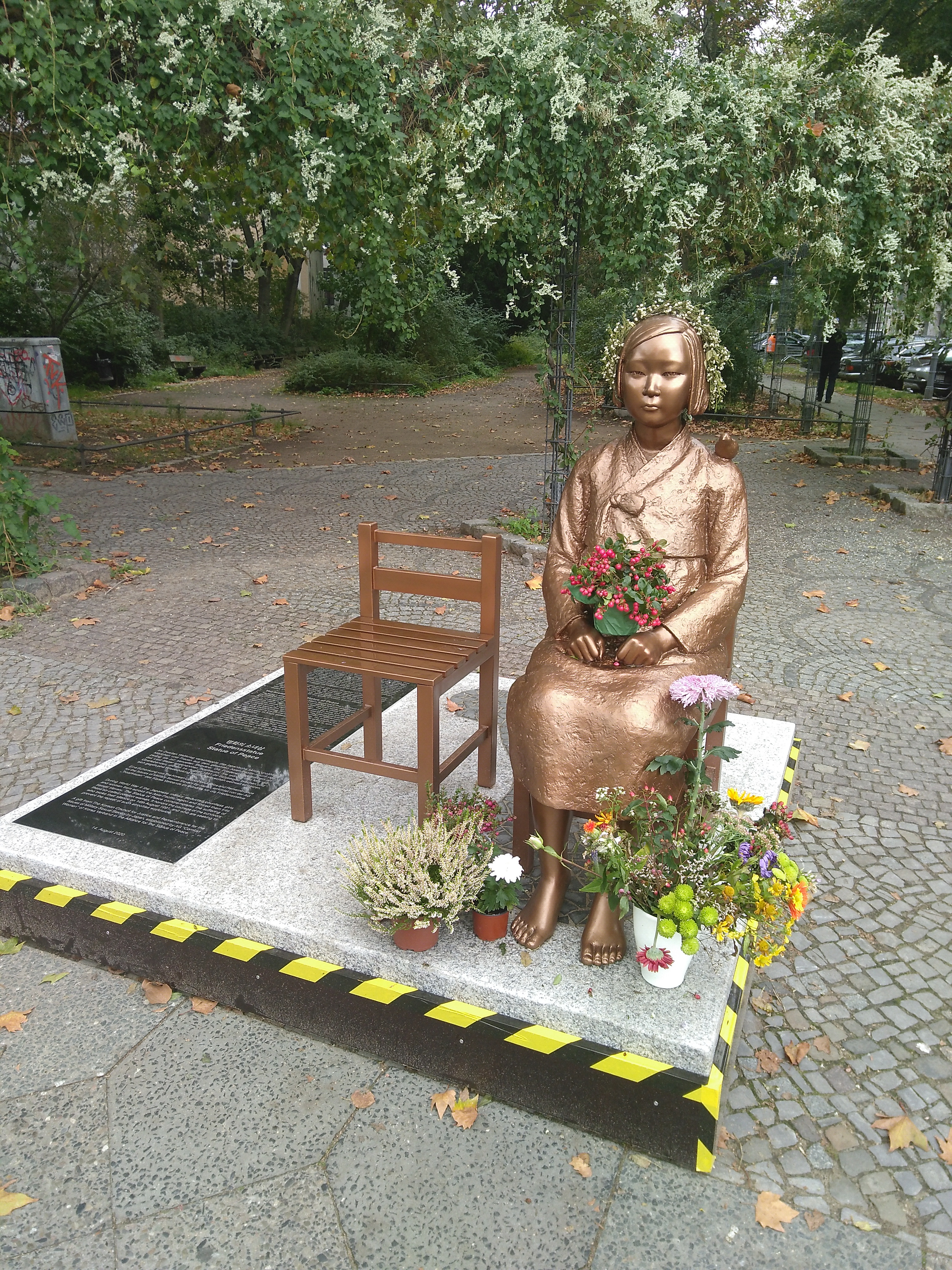
독일 베를린 모아빗에 있는 평화의 소녀상

일본의 일부 좌파사회주의정당 (사민당이나 일본공산당)을 제외하면 일본 주요 정치권과 정당들은 위안부 문제에 대해 역사 수정론적 인식을 가지고 있는 경우가 많은데, 기시다 후미오총리는 독일 정부에 베를린 평화의 소녀상 철거를 요구하며 한국에 큰 논란을 일으켰다. 일본의 진보 성향 입헌민주당은 물론 보수 성향의 자민당 또한 한국 정부에 평화의 소녀상 철거를 요구하는 동시에, 일본 당국이 한국 여성들을 강제로 위안부로 징집했다는 증거를 제시하지 않으려 하고 있다.

### 일본 역사교과서 논쟁
1982년 6월 26일, 일본의 언론과 인근 국가들이 문부과학대신에 의해 진행된 변화에 대해 보도하며 일본의 역사 교과서 검정 과정이 주목을 받았다. 문부과학성의 관계자들은 제2차세계대전 이전과 전쟁 중의 일본의 침략에 대한 교과서 내의 언급을 완화하고자 노력했다. 예를 들어 1937년 일본의 중국 침략은 "진격"으로 수정되었다. 난징의 몰락을 묘사하는 구절들은 그 행위를 중국측의 도발의 결과로 묘사함으로써 일본의 만행을 정당화했다. 그러나 중국의 압력으로 문부과학성은 "교과서는 이해를 도와주고 아시아의 이웃 국가들이 관련된 근현대 역사적 사건들에 대한 그들의 대우에 있어서 국제적인 조화를 추구해야 한다"는 새로운 인가 기준인 "이웃 국가 조항"(近隣諸国条項)을 채택하도록 성공적으로 이끌었다.
2006년, 일본 교과서들은 독도가 일본의 영토라고 명시했다. 이 섬은 일본과 한국 모두가 소유권을 주장하고 있는 분쟁 지역이다. 이에 대한민국의 교육부장관인, 김신일은 2007년 5월 9일 일본의 교육부장관 이부키 분메이에게 항의 서한을 보냈다. 3.1운동 88주년 기념연설에서 당시 대한민국 대통령 노무현은 "위안부에 대한 비인간적 강간"부터 "독도에 대한 한국의 정당한 소유"에 이르기까지 논란이 많은 주제에 대해 일본의 교과서를 수정할 것을 요구했다. .

## 정치
대한민국의 진보 성향 한겨레는 아베 신조 전 총리와 일본 회의가 주도한 우익 민족주의를 영문 칼럼에서 '반한민족주의'라고 비난하며, 아베 신조 총리가 혐한 초민족주의 성향을 띄는 모리모토 학원을 지원했다는 의혹을 제기했다
대한민국 언론의 대부분은 자민당과 그 정치인들이 반한 감정을 표출하고 있으며, 당의 주요 지지 기반은 "한국(대한민국) 사람을 증오하는 것"이라고 지적한다.
오늘날 일본의 일부 우익 단체들은 재일교포를 타겟으로 삼고 있는데, 재특회로 대표되는 이들은 인터넷에서 조직되어 한국 학교에 반대하는 거리 시위를 주도한다.
2010년 3월 27일 한일합병 100주년 당시 일본의 에다노 유키오 관방부 장관은 "중국과 한국에 대한 침략과 식민지화는 역사적으로 불가피했다. 중국과 한국은 스스로 현대화 할 수 없었기 때문입니다"라고 말했다. 에다노 유키오는 일본에서 진보적인 정치인으로 알려져 있다.
일본의 아베 신조 전 총리는 또한 일본 사회에서 혐한을 조장하고 있다는 일부 전문가들의 비판을 받았는데, 이로 인해 많은 한국인들이 그를 도널드 트럼프보다 더 극우 성향을 가진 정치인으로 인식하고 있다. 그는 일본 밖에서 "트럼프보다 트럼프"라고 불린다.
한국 언론에서는 대부분 일본 국민과 거의 모든 주요 일본 언론에서 한국에 대한 정치관이 편파적이고, 한국의 진보주의자들을 부정적으로 묘사하거나 혐오한다며 비판한다. 한국 언론에 따르면 일본의 진보 성향 언론으로 알려진 아사히 신문마저 한국의 진보 정부인 문재인 정부에 대해 편파적이고 모욕적인 표현을 사용해 보도하고 있다.
2021년 7월 15일 소마 히로히사 주한 일본대사관은 JTBC와의 인터뷰에서 "문재인 대통령이 자위 행위를 하고 있다"고 답하여 한국 내에서 큰 논란이 되었으나, 일본 언론에 의해 보도된 적은 거의 없다.
2022년 1월, 정치전문가 마이클 J. 그린에 따르면 2022 대한민국 대통령 선거 후보들은 일본과의 관계를 개선할 의사가 있지만, 일본 정치 지도자들은 그렇지 않다고 분석했다.

### 독일과의 전후(戰後) 태도 비교
한국의 언론, 학계, 정치인들은 제2차세계대전 이후 독일과 일본의 반유대주의/혐한과 전쟁범죄에 대한 인식 및 태도의 차이를 자주 비교한다. 독일-이스라엘 관계와 일본-한국 관계 또한 비교 대상이다. 한국인들은 일본인들이 독일인들과 달리 제2차세계대전 관련 문제에 대해 제대로 반성하지 않는다고 비판한다.
2019-2020 일본-한국 무역 분쟁는 일본 정부가 한국을 무역 '화이트 리스트'에서 제외한 것이 계기가 되었다. 독일 신문 쥐트도이체 차이퉁은 일본 정부만을 비판했는데, 이는 제2차세계대전에서 일본의 전쟁 범죄와 관련된 역사인식에 대해 일본 정치인과 일본 정부가 제대로 반성한 적이 없기 때문이다. 독일에서는 일본과 달리 제2차세계대전의 전범의 추축국에 대한 역사수정주의적 시각은 사회적으로 금기시되며 부분적으로 법적인 제한을 받는다. 독일의 앙겔라 메르켈 총리는 일본을 방문하여 "역사적 갈등"의 해결을 촉구하며 독일의 나치 청산을 긍정적으로 언급한 바 있다.

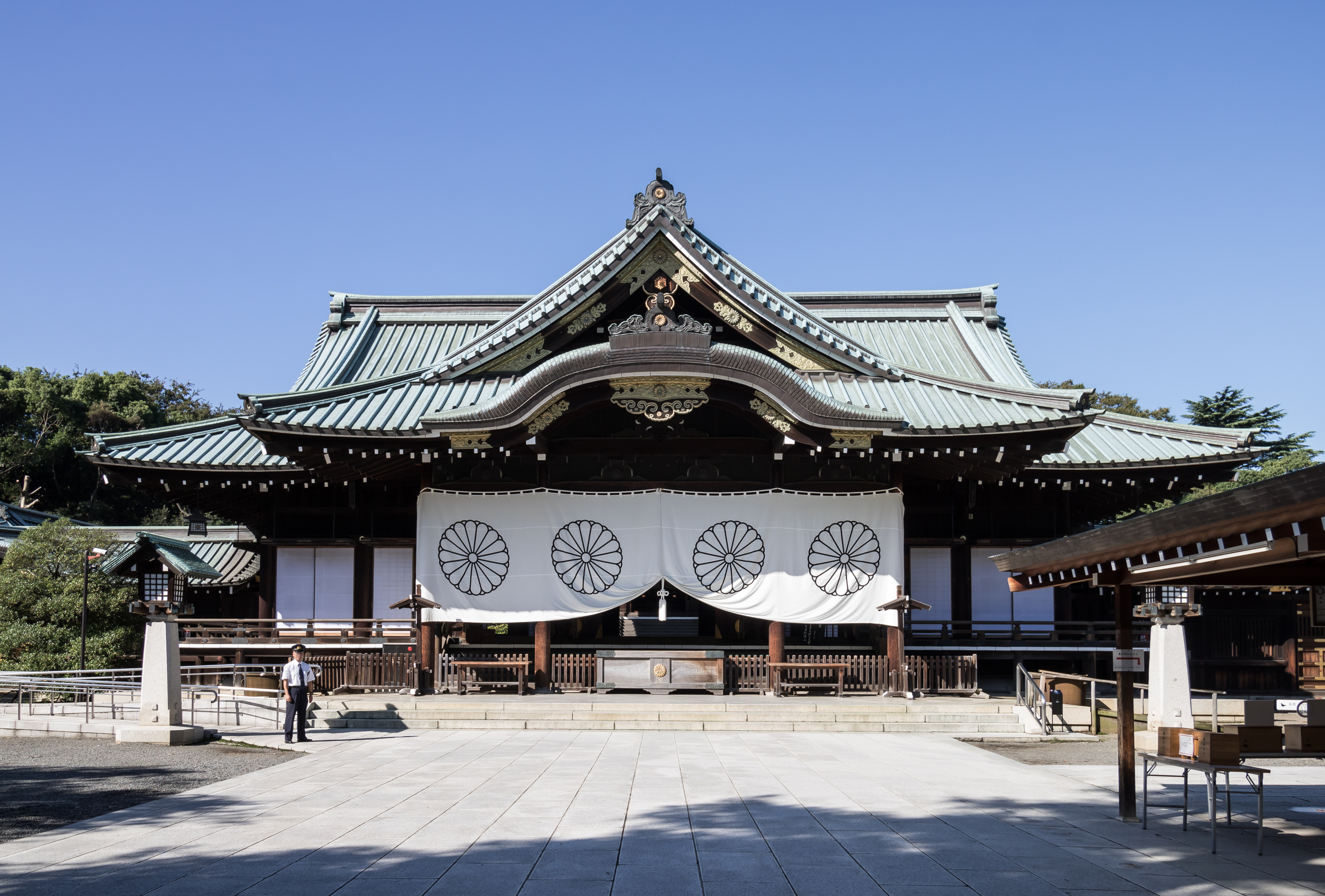
일본 도쿄 지요다구에 있는 일본 최대의 신사 야스쿠니 신사

위안부에 대한 역사 수정주의와 일본의 전쟁범죄에 대한 부정은 종종 홀로코스트 부정과 비교된다. 일본의 페미니스트 우에노 치즈코는 표현의 자유를 이유로 박유하를 형사 처벌한 한국 법원을 비판했다. 많은 한국 학자들과 한국 페미니스트들은 우에노를 비판하며 그녀를 홀로코스트 부정자에 비교했다. 박유하는 한국인이며, 일본의 위안부 역사 수정주의 관점을 지지했다.
총리를 비롯한 일본 유력 정치인들이 독일 정부가 베를린에 있는 평화의 소녀상의 변형인 프리덴스 동상을 철거할 것을 요구하는 것도 독일의 진정성 있는 반성과 비교되는 역사 수정주의의 예이다.
많은 한국인들은 야스쿠니 신사가 나치를 기념하는 것과 같다고 생각한다. 독일에 야스쿠니 신사 같은 곳이 있었다면 엄청난 사회적 비난과 법적 제재를 초래했을 것이라고 여긴다. 따라서 일본 정치인들의 야스쿠니 신사 방문은 한국인들에 대한 모욕으로 비춰진다.

## 같이 보기
- 반중 감정
- 반일 감정
- 일본-한국 관계의 역사
- 한일 무역 분쟁
- 한국의 반일감정
- 중국의 반한 정서
- 일본의 반중 정서
- 중국의 반일 정서
- 한국의 반중 정서